# Kaon

Kaon bestaat uit twee quarks

Een kaon of K-meson is een subatomair deeltje, meer bepaald een hadron, nog meer bepaald een meson. Het bestaat uit twee quarks waarvan een van het type strange, heeft een heeltallige spin en is dus een boson.

## Eigenschappen
Het bestaat in vier versies: K+, K−, K0 en K0. K− en K+ zijn elkaars antideeltje, die elkaar annihileren als ze elkaar ontmoeten. K0 en K0 zijn ook elkaars antideeltjes. K− heeft een lading −e en K+ een lading +e. Hierin is e de elementaire lading. Ze hebben een massa van 494 MeV/c².  K0 en K0 zijn ongeladen en hebben een massa van 498 MeV/c². Zowel K0 als K0 vervallen tot een π+ en een π−. Ze kunnen dus in elkaar overgaan. Toch zijn ze verschillend. Als een K0 botst op een proton, dan kan een Λ0 en een π+ ontstaan. Een K0 doet dat niet. De kaonen hebben een vreemdheid S (Engels: strangeness) van + of −1.
Het kaon bestaat zoals de andere mesonen uit een quark en een antiquark, terwijl baryonen uit drie quarks of drie antiquarks bestaan. Kaonen komen in de natuur niet zomaar voor, doordat de levensduur te kort is. Ze komen wel voor als kortstondig tussenproduct bij kernreacties of botsingen. Wanneer bijvoorbeeld twee neutronen botsen, dan kunnen een neutron, een proton, een K− en een K0 ontstaan.
Kaonen zijn historisch belangrijk, omdat uit hun verval voor het eerst de schending van CP-symmetrie is aangetoond. Dit leverde de Nobelprijs voor natuurkunde op in 1980.